# Vitorazsko (mikroregion)
Vitorazsko je dobrovolný svazek obcí v okresu Jindřichův Hradec, jeho sídlem je Suchdol nad Lužnicí a jeho cílem je regionální rozvoj. Sdružuje celkem 6 obcí a byl založen v roce 2003.

## Obce sdružené v mikroregionu
- Suchdol nad Lužnicí
- České Velenice
- Rapšach
- Dvory nad Lužnicí
- Nová Ves nad Lužnicí
- Halámky